# Stadtkirche Friedland

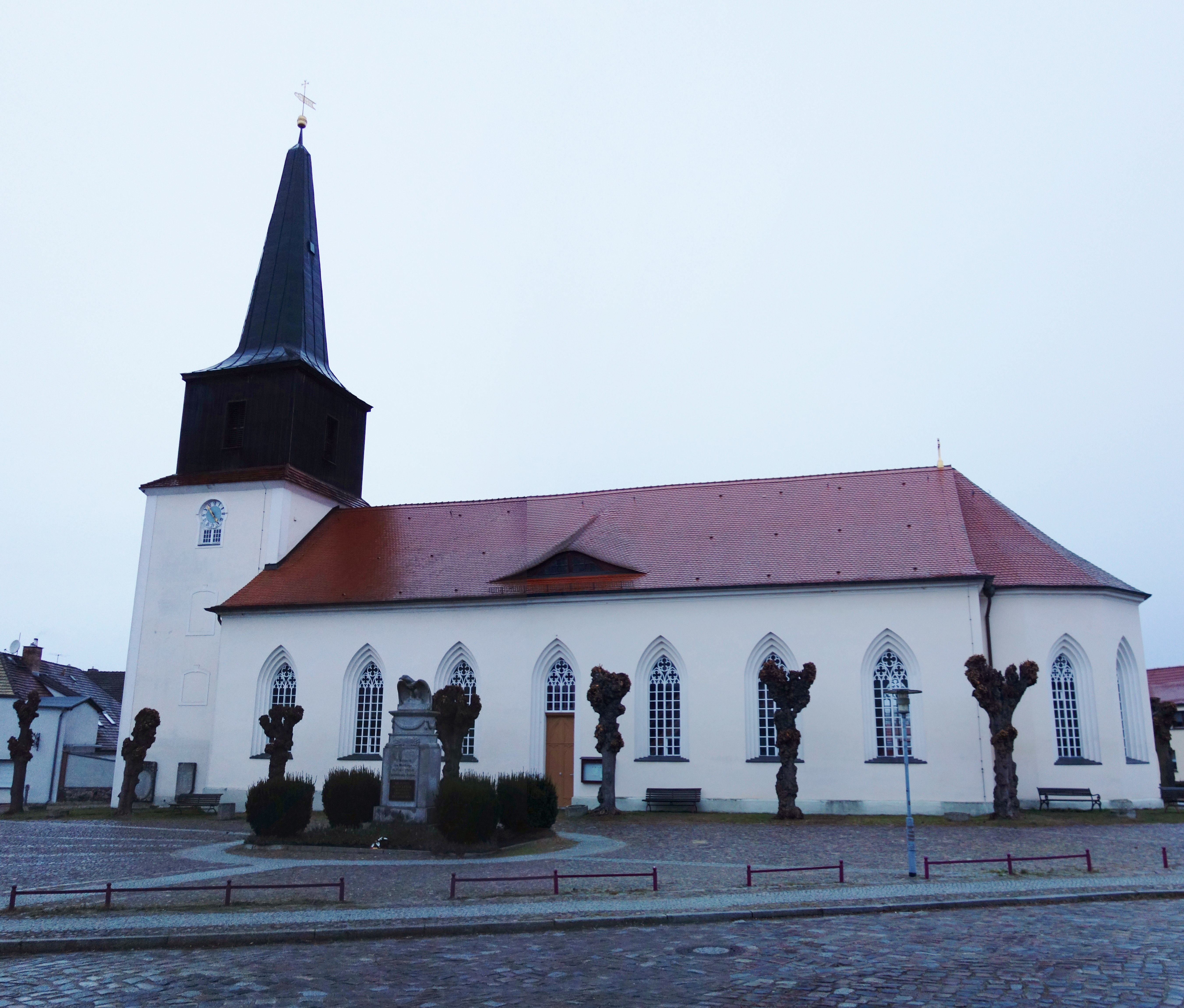
Deutsche Kirche Friedland (Niederlausitz)

Die evangelische, denkmalgeschützte Stadtkirche (auch Deutsche Kirche) steht in Friedland, einer Stadt im Landkreis Oder-Spree von Brandenburg. Die Kirchengemeinde gehört zum Kirchenkreis Oderland-Spree der Evangelischen Kirche Berlin-Brandenburg-schlesische Oberlausitz.

## Beschreibung
Die heutige Saalkirche wurde in ihrem Kern im 17. Jahrhundert erbaut und diente zuerst als Deutsche Kirche der deutschsprachigen Stadtbevölkerung, neben der Wendischen Kirche am selben Platz, die der sorbischen Landbevölkerung diente. Nachdem ein Stadtbrand 1822 zwei Drittel der Stadt, darunter die Wendische Kirche, zerstört hatte, wurde die Deutsche Kirche zwischen 1825 und 1829 im gotisierenden Baustil erweitert. Sie besteht aus einem Langhaus mit sieben Fensterachsen, einem eingezogenen Chor mit Fünfachtelschluss im Osten und einem Kirchturm im Westen, dessen zweites Geschoss die Turmuhr beherbergt. Zur Unterbringung der 1570 gegossenen Kirchenglocke wurde ein Glockenstuhl im holzverkleideten, obersten Geschosses aus Holzfachwerk hinter den Klangarkaden eingerichtet. Bedeckt wurde der Kirchturm mit einem achtseitigen Knickhelm, der mit Schindeln bedeckt ist. Das Satteldach des Langhauses ist mit einer Fledermausgaube verziert. 
Der Innenraum, der mit einer Flachdecke überspannt ist, hat umlaufende Emporen. Im Chor steht ein Kanzelaltar. Die Orgel mit 15 Registern, zwei Manualen und einem Pedal wurde 1963 unter Opus 1740 von W. Sauer Orgelbau Frankfurt (Oder) errichtet.